# Johann von Reuschenberg zu Overbach
Johann von Reuschenberg zu Overbach und Rochette (* 1554; † 18. Januar 1638) war kaiserlicher Obrist, jülischer Rat, Amtmann zu Jülich, Erbmarschall des Herzogs von Limburg, Erbvogt der Herrlichkeit Fléron sowie ab 1623 kaiserlicher und kursächsischer Oberhofmeister.
In erster Ehe war er mit Margarethe von Loë verheiratet, welche am 26. September 1600 starb. Nach ihrem Tod heiratete er im Jahr 1602 Sibylle Maria von Plettenberg, mit der er zwei Kinder hatte. Sein 18-jähriger Sohn Edmund starb am 13. Mai 1623. Seine Tochter Constance war mit Jodocus von Kerckhoven verheiratet.

## Leben
Johann von Reuschenberg war der zweitälteste Sohn von Wilhelm und Margarethe von Gülpen und gehörte damit zu einer Nebenlinie der landadeligen Familie von Reuschenberg. Zu seinen Geschwistern gehörten auch Philippine und Anna von Reuschenberg. Einer seiner Onkel war der Deutschordensritter Heinrich von Reuschenberg zu Setterich.

Nach dem Tod seines Vaters um 1586 erbte er neben verschiedenen Landgütern auch die Titel seines Vaters und wurde so Erbmarschall des Herzogtums Limburg sowie Erbvogt zu Fléron (östlich von Liège gelegen). 

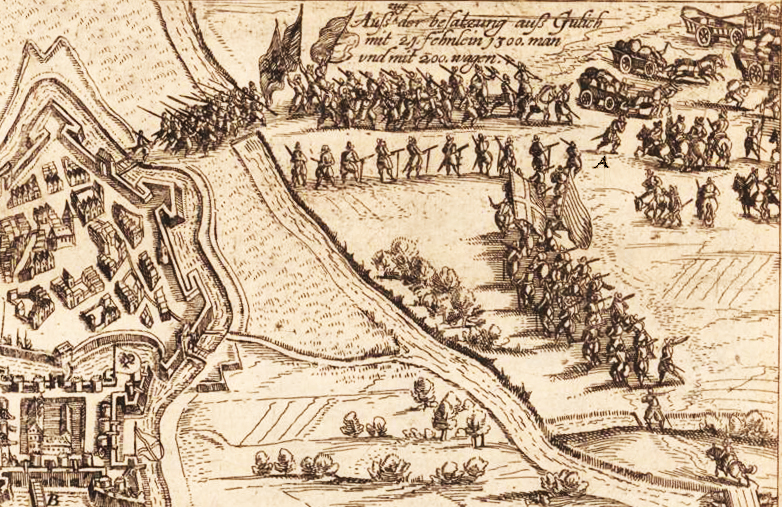
Übergabe der Festungsstadt Jülich 1610

Zu diesem Zeitpunkt war er vermutlich bereits jülichscher Kavallerieoffizier. Reuschenberg gehörte zu einem Kreis von katholischen Räten, welche die psychische Erkrankung des Herzogs Johann Wilhelm von Jülich ausnutzten, um die Regierungsgeschäfte an sich zu ziehen. Die erste Frau des Herzogs, Jakobe von Baden-Baden, versuchte vergeblich, die Macht der Räte zu beschränken. Sie wurde in Intrigen verwickelt und im Jahr 1595 von ihrer Schwägerin Sibylle angeklagt. Der Oberstlieutenant Reuschenberg zog zu diesem Zeitpunkt mit dem Schwarzenbergischen Regiment nach Ungarn, um gegen die Türken zu kämpfen. Er wurde von einem Kurier zurück nach Düsseldorf beordert, um als Zeuge für die Herzogin Sibylle auszusagen. Zwei Jahre später starb Jakobe unter ungeklärten Umständen.
Im Jahr 1600 wurde er mit Hilfe von Antonie von Lothringen, der zweiten Frau des Herzogs, Amtmann der Festungsstadt Jülich. In den Aachener Religionsunruhen spielte er insofern eine Rolle, als dass er den Handel der Aachener nachhaltig störte. Es waren unter anderem auch seine Söldner, welche wiederholt die zu Aachen gehörenden Dörfer, Einzelgehöfte und Kupfermühlen überfielen. Der Aachener Rat verklagte daraufhin den Herzog und seine Konsorten vor dem Reichskammergericht in Speyer und vor dem kaiserlichen Reichshofrat in Wien.
Nach dem Tod seiner Mutter im Jahr 1603 erbte er das Schloss und die Ländereien von Rochette (bei Chaudfontaine gelegen). Damit wurde er zugleich auch Besitzer eines Bergwerks, in dem Bleiglanz und Schwefelkies abgebaut wurde.

Nachdem der Herzog im Jahr 1609 kinderlos gestorben war, kam es zu einer überregionalen Krise. Zwei konkurrierende Anwärter um die Nachfolge, die protestantischen Fürsten Johann Sigismund von Brandenburg und Wolfgang Wilhelm von Pfalz-Neuburg, verbündeten sich, um ihre Forderungen gegenüber dem Kaiser Rudolf II. besser durchsetzen zu können. Dieser hatte nämlich das Herzogtum bereits Kursachsen zugesprochen und entsandte nun den Erzherzog Leopold V. als seinen Prinzipalkommissar und Befehlshaber nach Düsseldorf, um seine Ansprüche durchzusetzen. Noch vor der Ankunft Leopolds V. geriet allerdings dort die politische Lage, zumindest aus katholischer Sicht, außer Kontrolle. 

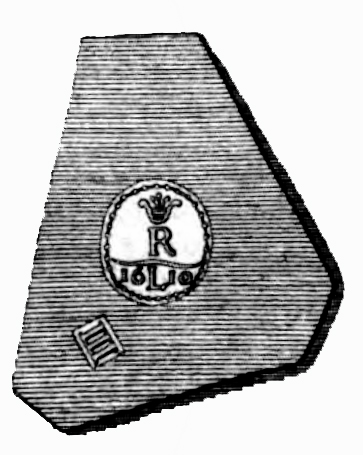
Jülicher Notklippe von 1610

 Die katholischen Räte wurden in der Stadt festgehalten, und Reuschenberg – mittlerweile im Rang eines Obersts – entkam nur knapp seiner Festsetzung. Er setzte sich nach Jülich ab und verwehrte dort den protestantischen Fürsten den Einzug ihrer Truppen. Er machte so aus der Festungsstadt einen Vorposten des katholischen Habsburg. Ein Bündnis aus deutschen, niederländischen und französischen Truppen sowie englischen und schottischen Einheiten belagerte daraufhin ab dem 29. Juli 1610 die Festung unter dem Kommando von Moritz von Oranien. Um seinen Truppen den Sold überhaupt noch auszahlen zu können, ließ Reuschenberg das Tafelsilber des Erzherzogs Leopold V. zerschneiden und stempeln. Die Notmünzen von 1610 weisen alle einen ovalen Stempelabdruck mit zwei Buchstaben auf: ein R (für den Kaiser Rudolf II.) mit einer darüber gesetzten Krone und ein L (für den Erzherzog Leopold V.). Dazu noch eine Zahl, um den Wert anzugeben.
Reuschenberg verteidigte Jülich hartnäckig, aber da Pulver und Lebensmittel knapp wurden und Entsatztruppen nicht zu erwarten waren, musste er schließlich aufgeben. Er nahm die Kapitulationsbedingungen an und übergab am 2. September die Festung (in der Abbildung ist er zu sehen, wie er mit einer Verbeugung die Festungsstadt an die Feldherren der Allianz übergibt – siehe Buchstabe A). Jülich für den Kaiser sichern zu wollen, war ein sehr riskantes Unternehmen. Er provozierte einen bewaffneten Konflikt auf europäischer Ebene und setzte beinahe – acht Jahre vor Beginn des Dreißigjährigen Krieges – das Deutsche Reich in Brand.

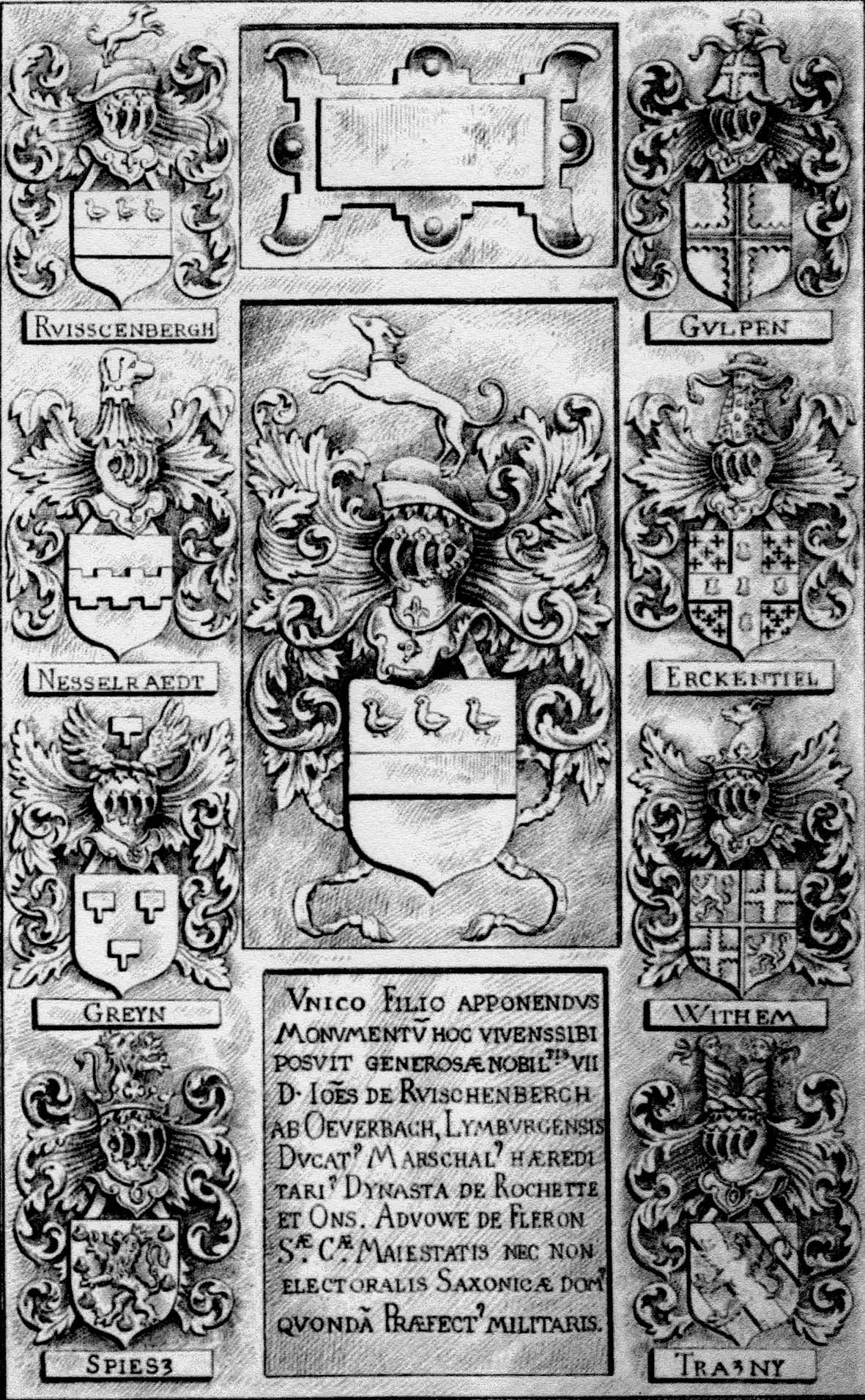
Epitaph des Johann von Reuschenberg zu Overbach

Nach der Übergabe zog er mit seinen Einheiten in die Gegend von Straßburg, um sich dort mit den Truppen des Erzherzogs Leopold V. zu vereinen. Seine Aufgabe war es, weitere Truppen anzuwerben. Bis März 1611 konnte Reuschenberg 15 Fähnlein anwerben. Allerdings fehlten ihm offenbar die Mittel, um den Sold auszuzahlen, denn er wurde zwischenzeitlich von seinen eigenen Leuten unter Arrest gesetzt.
Reuschenberg agierte in den folgenden Jahren nicht nur im Elsass. So gehörte er 1613 zu den 20 Beamten und Würdenträgern (darunter auch Ferdinand von Bayern), welche Kurköln beim Regensburger Reichstag vertraten. Auch ist belegt, dass er über Prag nach Dresden an den Kurfürstlichen Hof reiste. Darüber hinaus hielt er sich auch immer wieder in Rochette auf.
1619 – ein Jahr nach Beginn des Dreißigjährigen Krieges – wurde dem Obrist Reuschenberg ein Patent erteilt, aus fünf Fähnlein das kaiserliche Regiment zu Fuß Ruischenberg zu bilden. Dieses Regiment ist nicht zu verwechseln mit dem erst 1635 nach dem Oberst Johannes Ernst von Reuschenberg zu Setterich benannten Regiment Ruischenberg (ehemals Regiment Anholt, später Regiment Geleen). Während des Großen Krieges gab es daher zwei Obristen mit Namen Johann von Reuschenberg. In der älteren Literatur kam es daher teilweise zu Verwechslungen.
Reuschenberg verbrachte seine letzten Jahre auf Schloss Rochette und erklärte 1628 in einer Verfügung, dass seine Frau all seine Güter lebenslang nutzen darf. Dabei handelte es sich um das Haus und die Herrlichkeit Rochette, Olne mit der Vogtei Fléron, Haus Overbach, Haus Holtrop mit den zugehörigen Höfen, Erbpfandschaften und Güter im Land Brabant, Land Luxemburg, Hochstift Lüttich, Fürstentum Jülich und Erzbistum Köln. Johann von Reuschenberg starb im Jahr 1638. Er wurde, wie auch zuvor sein Sohn, in der Jesuitenkirche St. Catherine in Lüttich begraben (heute St. Antoine und St. Catherine). Dort ist auch heute noch sein gut erhaltenes Epitaph zu finden.